# Charles du Bus de Warnaffe
Le vicomte Charles du Bus de Warnaffe (Bruxelles, 16 septembre 1894 - Bruxelles 23 octobre 1965) est un homme politique belge membre du Parti catholique puis du Parti social chrétien (PSC). Il a été ministre dans plusieurs gouvernements belges au cours de la période de l'entre-deux-guerres et après la Seconde Guerre mondiale.

## Biographie
Charles Paul Marie Léon du Bus de Warnaffe, né à Bruxelles le 16 septembre 1894, est le fils de Léon du Bus de Warnaffe, vicomte et parlementaire belge, et d'Élisabeth Baesten. Il épouse en 1921 Geneviève de Halleux qui lui donne sept enfants.
Charles Du Bus vient de terminer ses candidatures en droit lorsqu'éclate Première Guerre mondiale. En août 1914, il participe dans l'infanterie belge au siège de la Position fortifiée de Namur et est fait prisonnier par les Allemands. Il reste quatre ans en captivité en Allemagne et, une fois la guerre terminée, obtient le diplôme de docteur en droit de l'Université catholique de Louvain. De 1920 à 1921, il est envoyé par la Fondation universitaire à l'Université de Princeton où il obtient un diplôme de Master of Arts. Il devient ensuite avocat à la Cour d'appel de Bruxelles. 
Dans les pas de son père, il entre dans la politique au sein du Parti catholique en étant élu au Conseil communal de Bruxelles de 1928 à 1934. il est nommé échevin de l'État-civil de Bruxelles de 1932 à 1934. 
Il est de 1934 à 1961 député de la Chambre des représentants pour le Parti catholique puis pour le PSC, élu par l'arrondissement de Bruxelles. De 1944 à 1945, il est secrétaire de la Chambre des représentants et, en 1951, pendant une courte période il en devient président. 
Il est un ardent défenseur de l'enseignement libre. À partir de 1932, il est secrétaire-général du Comité national de l'enseignement libre et au cours de la période de la Deuxième guerre scolaire, il est président du Comité national pour la liberté et la démocratie qui coordonnait les actions contre les lois scolaires du gouvernement Van Acker. Il a surtout publié des articles et ouvrages traitant de l'enseignement libre. 
Charles Du Bus de Warnaffe a une longue carrière ministérielle : de 1934 à 1935 ministre du Transport et des PTT dans le gouvernement Theunis II, de 1935 à 1936 ministre de l'Intérieur dans le gouvernement Van Zeeland I, ministre de la Justice et de 1937 à 1938 dans le gouvernement Janson, en 1945 dans le gouvernement Van Acker I et de 1952 à 1954 dans le gouvernement Van Houtte. 
En janvier 1960, il participe aux débats de la Conférence de la table ronde belgo-congolaise à Bruxelles qui décide de l'Indépendance du Congo. 
À la suite de son décès à Bruxelles le 23 octobre 1965, ses funérailles sont célébrées à l'église du Sacré-Cœur à Bruxelles et il est inhumé à Roumont, lieu d'origine de la famille du Bus de Warnaffe. 

## Hommages et distinctions
Le 5 avril 1963, il est nommé ministre d'État par le roi Baudouin.
Les distinctions suivantes lui ont été décernées :
- Grand-croix de l'ordre de Léopold II (Belgique) ;
- Commandeur de l'ordre de Léopold  (Belgique) ;
- Croix de guerre 14-18 (Belgique) ;
- Grand cordon de l'ordre du Dannebrog (Danemark) ;
- Grand-croix de l'ordre du Christ (Portugal);
- Grand officier de l'ordre de la Couronne du Siam (Thaïlande) ;
- Commandeur de l'ordre de Saint-Grégoire-le-Grand (Vatican).